# Līr-e Bozorg
Līr-e Bozorg (persiska: لير بزرگ) är en ort i Iran.   Den ligger i provinsen Kohgiluyeh och Buyer Ahmad, i den centrala delen av landet, 500 km söder om huvudstaden Teheran. Līr-e Bozorg ligger 873 meter över havet och antalet invånare är 176.
Terrängen runt Līr-e Bozorg är kuperad åt nordväst, men åt sydost är den platt. Runt Līr-e Bozorg är det ganska glesbefolkat, med 47 invånare per kvadratkilometer. Närmaste större samhälle är Dehdasht, 16,0 km sydost om Līr-e Bozorg. Omgivningarna runt Līr-e Bozorg är i huvudsak ett öppet busklandskap.